# 수단의 민주주의 전환
수단의 민주주의 전환은 1948년 최초로 수단에서 총선이 있은 지 71년 후인 2019년 7월 5일에 처음으로 시작되었다. 오마르 알바시르가 민주주의 선거로 출범한 사디크 알마흐디 정부를 1989년 붕괴시켰는데, 그 자신은 2019년 수단 쿠데타로 물러나게 되었고, 수단 혁명 이후 임시 군사평의회가 오마르 알바시르의 권력을 대체하게 되었다. 이후 시위가 지속되고 6월 3일 하르툼 학살이 발생하면서 임시 군사평의회와 자유와 변화의 단체는 2019년 7월 5일부터 39개월 간의 평화 과정을 이행하기로 합의했다. 이 평화 과정에는 입법부, 사법부, 행정부의 기관을 설치하는 것을 포함하여 민주주의로 국가를 되돌리는 것이 목적이다.
7월 17일, 임시 군사평의회와 자유와 변화의 단체는 합의의 서면 형식에 서명했다. 다르푸르 이산자 일반 협의회는 7월 5일의 구두식 합의에 반대했고, 수단 혁명주의 전선,과 국민 합의군, 수단 기자 네트워크는 7월 17일 서면 합의에 반대했다. 2019년 8월 4일 초안 입법 선언이 에티오피아와 아프리카 연합에서 파견한 중재자들이 지켜보는 가운데 합의 하에 발표되었다. 이후 공식적으로 자유와 변화의 단체 대표 아흐메드 랍비와 임시 군사평의회 의장 모하메드 함단 다갈로가 8월 17일 이에 서명했다.